# Tevin Slater
Pour les articles homonymes, voir Slater.
Tevin Slater, né le 13 janvier 1994, est un footballeur international vincentais, qui évolue au poste d'attaquant.

## Biographie

### Carrière en sélection
Tevin Slater est convoqué pour la première fois en équipe de Saint-Vincent-et-les-Grenadines lors du Windward Islands Tournament 2014, contre la Dominique, le 2 mai 2014 (victoire 2-3).
Auteur de 8 buts en 18 sélections, il se distingue principalement à l'occasion des éliminatoires de la Coupe du monde 2018, en marquant cinq buts en neuf matchs disputés.

#### Buts en sélection
| Buts en sélection de Tevin Slater | Buts en sélection de Tevin Slater | Buts en sélection de Tevin Slater                               | Buts en sélection de Tevin Slater | Buts en sélection de Tevin Slater | Buts en sélection de Tevin Slater | Buts en sélection de Tevin Slater |
|                                   | Date                              | Lieu                                                            | Adversaire                        | Score                             | Résultat                          | Compétition                       |
| --------------------------------- | --------------------------------- | --------------------------------------------------------------- | --------------------------------- | --------------------------------- | --------------------------------- | --------------------------------- |
| 1.                                | 8 mars 2015                       | Barbados National Stadium, Bridgetown (Barbade)                 | Barbade                           | 2-2                               | 2-2                               | Match amical                      |
| 2.                                | 10 juin 2015                      | Arnos Vale Stadium, Kingstown (Saint-Vincent-et-les-Grenadines) | Guyana                            | 2-2                               | 2-2                               | QCM 2018                          |
| 3.                                | 14 juin 2015                      | Providence Stadium, Providence (Guyana)                         | Guyana                            | 1-2                               | 4-4                               | QCM 2018                          |
| 4.                                | 14 juin 2015                      | Providence Stadium, Providence (Guyana)                         | Guyana                            | 2-3                               | 4-4                               | QCM 2018                          |
| 5.                                | 28 août 2015                      | Victoria Park, Kingstown (Saint-Vincent-et-les-Grenadines)      | Barbade                           | 2-0                               | 2-2                               | Match amical                      |
| 6.                                | 4 septembre 2015                  | Arnos Vale Stadium, Kingstown (Saint-Vincent-et-les-Grenadines) | Aruba                             | 1-0                               | 2-0                               | QCM 2018                          |
| 7.                                | 8 septembre 2015                  | Trinidad Stadion, Oranjestad (Aruba)                            | Aruba                             | 2-1                               | 2-1                               | QCM 2018                          |
| 8.                                | 4 novembre 2015                   | Arnos Vale Stadium, Kingstown (Saint-Vincent-et-les-Grenadines) | Guyana                            | 1-1                               | 2-1                               | Match amical                      |